# Diposis patagonica
Diposis patagonica är en flockblommig växtart som beskrevs av Carl Skottsberg. Diposis patagonica ingår i släktet Diposis och familjen flockblommiga växter. Inga underarter finns listade i Catalogue of Life.